# 春の踊り -日本の恋の物語-
『春の踊り』 -日本の恋の物語-（はるのおどり にほんのこいのものがたり）は宝塚歌劇団の舞台作品。
形式名は「「日本の歴史博」協賛」。16場。星組公演は46期生初舞台公演。

## 解説
※『宝塚劇場100年史（舞台編）』の宝塚大劇場公演のデータを参照
神話の恋（須佐之男命と櫛稲田姫）、祇王祇女の悲恋、権八小紫、能を舞踊化した"嫉妬"等、副題にあるように日本に伝わる様々な恋愛で場面を構成している。

## 公演データ
星組公演
- 1960年3月25日 - 4月29日　宝塚大劇場
- 併演作品は『ビバ・ピノキオ』

雪組公演
- 1960年5月1日 - 5月30日　宝塚大劇場
- 併演作品は『三文アムール』

## スタッフ（星・雪組共通）
- 作・演出：白井鐵造[1]
- 脚本・演出補：菅沼潤[1]
- 音楽[2]：十時一夫、堤五郎、入江薫、高木良純、寺田瀧雄
- 振付[2]：白井鐵造、藤間勘八郎、花柳幾久英、冨士野高嶺、天城月江
- 装置[2]：荒島鶴吉、石浜日出雄
- 衣装：中川菊枝[2]
- 照明：今井直次[2]
- 小道具：生島道正[2]
- 音楽指揮：溝口堯[2]
- 殺陣：二階堂武[2]
- 箏曲指導：峰近裕川[2]
- 効果：松岡知一[2]